# Кеурусселькя (кратер)
Ке́урусселькя (фин. Keurusselkä) — ударный кратер в Центральной Финляндии, находящееся между городами Кеуруу на севере и Мянття на юге. Впадина кратера частично затоплена одноимённым озером.
Озеро Кеурусселькя покрывает остаток структуры древнего ударного кратера, который был обнаружен в 2003 году геологами-любителями. Конусы импактного разрушения, образующиеся при ударе метеорита, похожие на конский хвост, в горных породах дна озера, были найдены на площади шириной 11,5 км. Вполне возможно, что территория, содержащая конусы разрушения, может являться лишь центральным подъёмом кратера.
Слабые следы удара, основанные на цифровых данных о высотах, дают возможность предположить кольцевые структуры от 10 до 30 км в диаметре. Эти данные делают Кеуруселькя крупнейшей ударной структурой Финляндии, потеснившей кратер Лаппаярви. В дополнение к ярко выраженным конусам разрушения, исследования образцов из валуна брекчии обнаружили шоковые метаморфические черты (плоские трещины и черты плоской деформации) в образующихся кварцевых зёрнах, характерных для тех случаев, когда порода испытала сильное ударное давление в интервале между 7-35 ГПа (1-5 млн psi).
Аргон-аргоновая датировка по породам центрального подъёма ударной структуры, дала данные относящие происхождение кратера к эпохе мезопротерозоя — 1,14-1,15 млрд лет, что делает Кеурусселькя одной из старейших известных ударных структур в Европе. Возраст местных гранитных пород гранитного комплекса Центральной Финляндии составляет 1,88 млрд лет (Палеопротерозой). Со времени удара, 7-8 км породы выветрились, не оставив никаких видимых следов.
Небольшое количество имеющихся гравиметрических данных показывает отрицательную аномалию (площадь более низкой гравитации) на участке ударной структуры. Однако рядом есть и другие отрицательные гравитационные аномалии, которые, как считается, не связаны с ударным событием. Кроме того, на западном берегу озера имеются менее плотные кислые горные породы, что может способствовать отрицательной аномалии.